# Clarion River
Der Clarion River ist ein 177 Kilometer langer linker Nebenfluss des Allegheny River im Westen des US-Bundesstaates Pennsylvania. Er durchfließt das Clarion River Valley in  den Countys Elk, Jefferson, Forest und Clarion.
Das Einzugsgebiet des als National Wild and Scenic River ausgewiesenen Flusses beträgt rund 3243 Quadratkilometer.

## Verlauf
Der Clarion River entsteht durch den Zusammenfluss von West Branch Clarion River und East Branch Clarion River auf 493 m in der Borough Johnsonburg im Elk County. Er fließt anfangs kurz nach Süden, dann nach Südwesten durch die Ridgway Township, wobei ihm am linken Ufer der U.S. Highway 219 bis zur Borough und County Seat Ridgway folgt. Hier nimmt er den von links zufließenden Elk Creek auf und durchfließt den südwestlichen Teil der Ridgway Township, jetzt von der linksufrig verlaufenden Pennsylvania State Route 949 gefolgt. Der Clarion River bildet nun den größten Teil der südlichen Grenze des Allegheny National Forest, während am linken Ufer abschnittsweise das State Game Lands Number 44 und das State Game Lands Number 54 angrenzt.
Der Fluss erreicht die Spring Creek Township und nimmt von links und Süden zugleich den Little Toby Creek auf. Kurz darauf folgt die kleine Siedlung Portland Mills, nach der die State Route nach Süden abzweigt. Bei Arroyo, nur wenig Flussabwärts, wird der Clarion River von einer Brücke der Arroyo-Portland Road überspannt. Von rechts mündet wenig später der Irwin Run, an dessen Mündung sich eine Kanueinstiegsstelle befindet. Dem Fluss folgt jetzt am rechten Ufer kurz die Pennsylvania State Route 3044 bis zur Siedlung Hallton. Hier nimmt der Clarion River bei der William Tell Bridge den Spring Creek von rechts auf. Es folgt ihm nun die asphaltierte River Road und kurz darauf wird der Fluss bei der Einmündung des Maxwell Run von einer kleinen Brücke der Hallton Mundeef Road überspannt.
Nur kurz danach bildet er die Grenze zwischen den Countys Elk im Norden und Jefferson im Süden beziehungsweise zwischen der Millstone Township und der Heath Township. Er trifft erneut kurz auf die Pennsylvania State Route 949 und nimmt dann den Millstone Creek von rechts auf, ehe er auf den Clear Creek State Park trifft und nun nicht mehr die südliche Grenze des Allegheny National Forest bildet. Gleichzeitig verlässt er den Elk County und bildet jetzt die Grenze zwischen den Countys Forest und Jefferson. Es grenzen jetzt die Barnett Township im Forest County und die Barnett Township im Jefferson County an. Nachdem er den Clear Creek State Park durchflossen hat, erreicht er die Unincorporated Community Clarington, die am rechten Flussufer liegt.

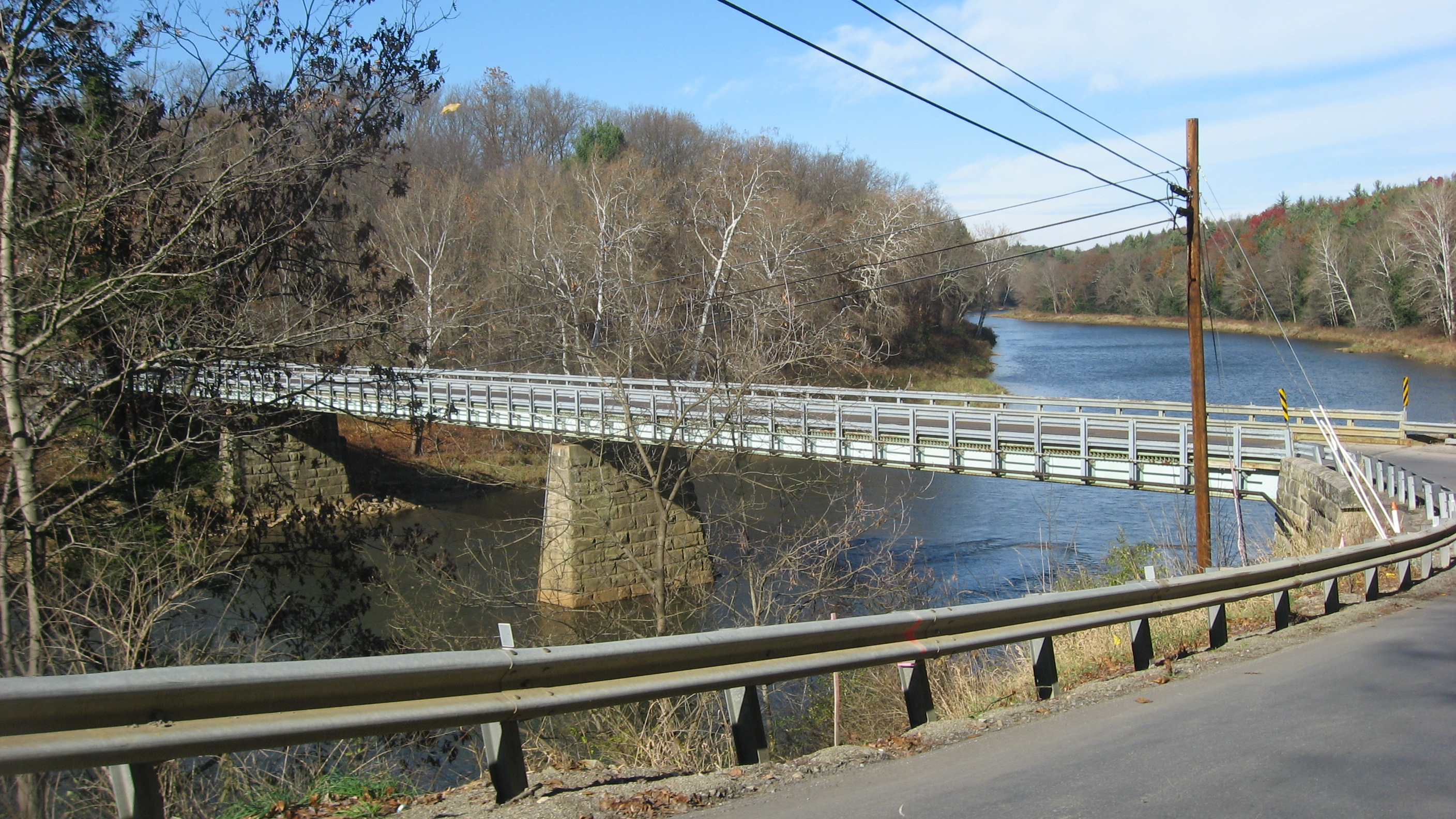
Brücke über den Fluss in der Licking Township

Direkt nach Clarington durchfließt er den Cook Forest State Park, ehe er die Unincorporated Community Cooksburg passiert und die Grenze zum Clarion County überschreitet. Hier bildet er die Grenze zwischen der Farmington Township im Norden und der Millcreek Township im Süden. In Cooksburg wird er von der Pennsylvania State Route 36 (Colonel Drake Highway) überquert und nach Cooksburg grenzt meist nur am linken Ufer das State Game Lands Number 283 an. Es folgt die Flussinsel Hemlock Island und eine Brücke der Pennsylvania State Route 1001. Er verlässt die Farmington Township und bildet die Grenze zwischen der Highland Township und der Millcreek Township, beziehungsweise mit der Clarion Township nach der Einmündung des Mill Creek von links. Hier erstreckt sich auch das State Game Lands Number 74 am linken Ufer.
Der Clarion River passiert die Borough und County Seat Clarion und nimmt von rechts den vom State Game Lands Number 72 herkommenden Toby Creek auf, ehe er vom Piney Dam zum Piney Reservoir gestaut wird. Er wird kurz hintereinander zuerst vom U.S Highway 322 und dann von der Interstate 80 überbrückt. Er bildet nun kurz die Grenze zwischen der Paint Township am rechten Ufer und der Monroe Township am linken Ufer, danach die zwischen der Beaver Township und der Piney Township sowie der Licking Township. Nach einer Brücke der Pennsylvania State Route 2007 mündet von links der Piney Creek und gleich darauf von rechts der Deer Creek. Nach der Querung der Pennsylvania State Route 3007 kurz später durchfließt er die Licking Township und passiert dabei die Borough Callensburg.
In Callensburg mündet von links der Licking Creek und die Pennsylvania State Route 58 überspannt den Fluss, die die letzte Brücke vor der Mündung darstellt. Er bildet jetzt noch die Grenze zwischen der Licking Township, beziehungsweise Richland Township am rechten Ufer und der Perry Township am linken Ufer. Er passiert St. Petersburg, das wenig nördlich des Flusslaufs liegt, ehe er bei der Clarion Island auf 259 m wenig Flussaufwärts von Parker von links und Osten in den Allegheny River mündet.

## Geschichte
Den heutigen Namen trägt der Fluss seit 1817, als bei der Landvermessung für eine neue State Route der Vermesser Daniel Stanard (auch Stannard) am Fluss campierte. Ihn erinnerte eines Nachts das Plätschern des Wassers an ein entfernt spielendes Clairon, woraufhin sein Gehilfe David Lawson vorschlug, den Fluss danach zu benennen. Vor 1817 wurde der Fluss Tobeco genannt, was eine Abwandlung des indianischen Wortes Tuppeek-hanne ist, was Fluss der aus einer großen Quelle fließt, bedeutet. Die französischen Entdecker nannten den Fluss Rivière au Fiel. Weitere Namen waren Tobys Creek, wahrscheinlich abgeleitet vom Lenni Lenape Wort Topi-hanne, sowie Stump Creek, das auf die mit Baumstümpfen übersäten Hügel am Unterlauf zurückzuführen sein könnte, die im 19. Jahrhundert durch rege Holzwirtschaft gerodet wurden.
Der Clarion River wird seit dem 23. Mai 1924 vom Piney Dam zum rund 10 km langen Piney Reservoir gestaut. Zuvor wurden auf dem Fluss Holz und andere Waren nach Pittsburgh transportiert.
Seit dem 19. Oktober 1996 ist ein 83,2 km langer Flussabschnitt als National Wild and Scenic River ausgewiesen. Dieser beginnt 1,1 km unterhalb von Ridgway und endet bei der Einmündung eines unbenannten Baches rund 1 km unterhalb der Blyson Run Mündung.
Der Fluss ist Namensgeber für das Landungsschiff USS Clarion River der LSM-1/LSM(R)-Klasse.

### Namensvarianten
Nach den Angaben im Geographic Names Information System des United States Geological Survey war der Clarion River unter mehreren anderen Namen bekannt:
- Great Toby’s Creek
- Stump Creek
- Tobys Creek